# Янгікент (Кашкадар'їнська область)
Янгікент (узб. Yangikent, Янгикент) — міське селище в Узбекистані, в Гузарському районі Кашкадар'їнської області.
Статус міського селища з 2009 року.